# 大国町駅
大国町駅（だいこくちょうえき）は、大阪府大阪市浪速区敷津東三丁目にある、大阪市高速電気軌道 (Osaka Metro) の駅である。御堂筋線と四つ橋線の2路線が乗り入れる。駅番号は御堂筋線がM21、四つ橋線がY16。

## 歴史
- 1938年（昭和13年）4月21日：1号線（現在の御堂筋線）の難波駅 - 天王寺駅間延伸時に開業。
- 1942年（昭和17年）5月10日：3号線（現在の四つ橋線）が当駅から花園町駅まで開業。乗換駅かつ同線の起点駅となる。
- 1965年（昭和40年）10月1日：3号線が西梅田駅まで延伸、途中駅となる。
- 1987年（昭和62年）12月：御堂筋線ホームの有効長を難波方面に34 m延長し、10両編成対応ホームとなる。
- 2018年（平成30年）4月1日：大阪市交通局の民営化により、所属事業者・管轄が大阪市高速電気軌道 (Osaka Metro) に変更。
- 2021年（令和3年）12月25日：御堂筋線ホームで可動式ホーム柵の使用を開始[1]。
- 2022年（令和4年）2月19日：四つ橋線ホームで可動式ホーム柵の使用を開始[2]。
- 2025年（令和7年）4月11日：駅リニューアル、「車両をテーマとしたギャラリー」が完成。リニューアルデザインコンセプトは「地下構造が美しい駅」。

## 駅構造
島式ホーム2面4線を有する地下駅である。御堂筋線と四つ橋線ののりばは、Osaka Metroの乗換駅の中では唯一同一平面上にあり、御堂筋線が四つ橋線を内側に挟み込む配置になっていることから、同一方向同士の列車の乗換えは容易である。当駅付近以外は御堂筋線が四つ橋線の東側に位置しているが、当駅付近の北行き方向（上り）のみ、御堂筋線が四つ橋線の西側に入る。上下線共、御堂筋線の1 - 5号車部分と、四つ橋線の2 - 6号車部分が対面している。1・2番線の住之江公園寄りと3・4番線の梅田寄りに、御堂筋線と四つ橋線を連絡する両渡り線が設置されている。また、梅田寄りには四つ橋線上下線間の片渡り線がある。並走路線において同一ホームでの乗換ができる地下鉄の駅は、当駅の他に表参道駅がある。
昇降設備は、エレベーターは両ホーム共に、南側階段（御堂筋線1号車1番ドアのさらに南端）の更に南側（四つ橋線1号車1番ドア付近）、地上へは南改札口から6番出入口（大国交差点の北西角）にあり、エスカレーターは3・4番線から北改札と5番出入口にあり、いずれも上りのみとなっている。
1928年当時の建設当初の計画では、大国町 - 玉出間のみの支線的意味合いが強かった四つ橋線は単式ホーム、御堂筋線は島式ホームの計2面3線を有していた。なお、ホーム幅は25尺 (7.5 m) で設計されたため、それほど広くない。
改札口は北改札と南改札の2か所がある。
当駅は、大国町管区駅に所属し、同管区駅長が、当駅のみの単駅管理を行う。

### のりば
| 番線 | 路線     | 行先                             |
| ---- | -------- | -------------------------------- |
| 1    | 御堂筋線 | 天王寺・なかもず方面             |
| 2    | 四つ橋線 | 北加賀屋・住之江公園方面         |
| 3    | 四つ橋線 | 西梅田方面                       |
| 4    | 御堂筋線 | 梅田・中津・新大阪・箕面萱野方面 |

- Osaka Metroでは路線ごとに独立して1番、2番とのりば番号が付番されるのが通例であるが、当駅は前述のとおり両線のホームが同一平面上にあるため例外で、路線を跨いで連番となっている[注 2]。

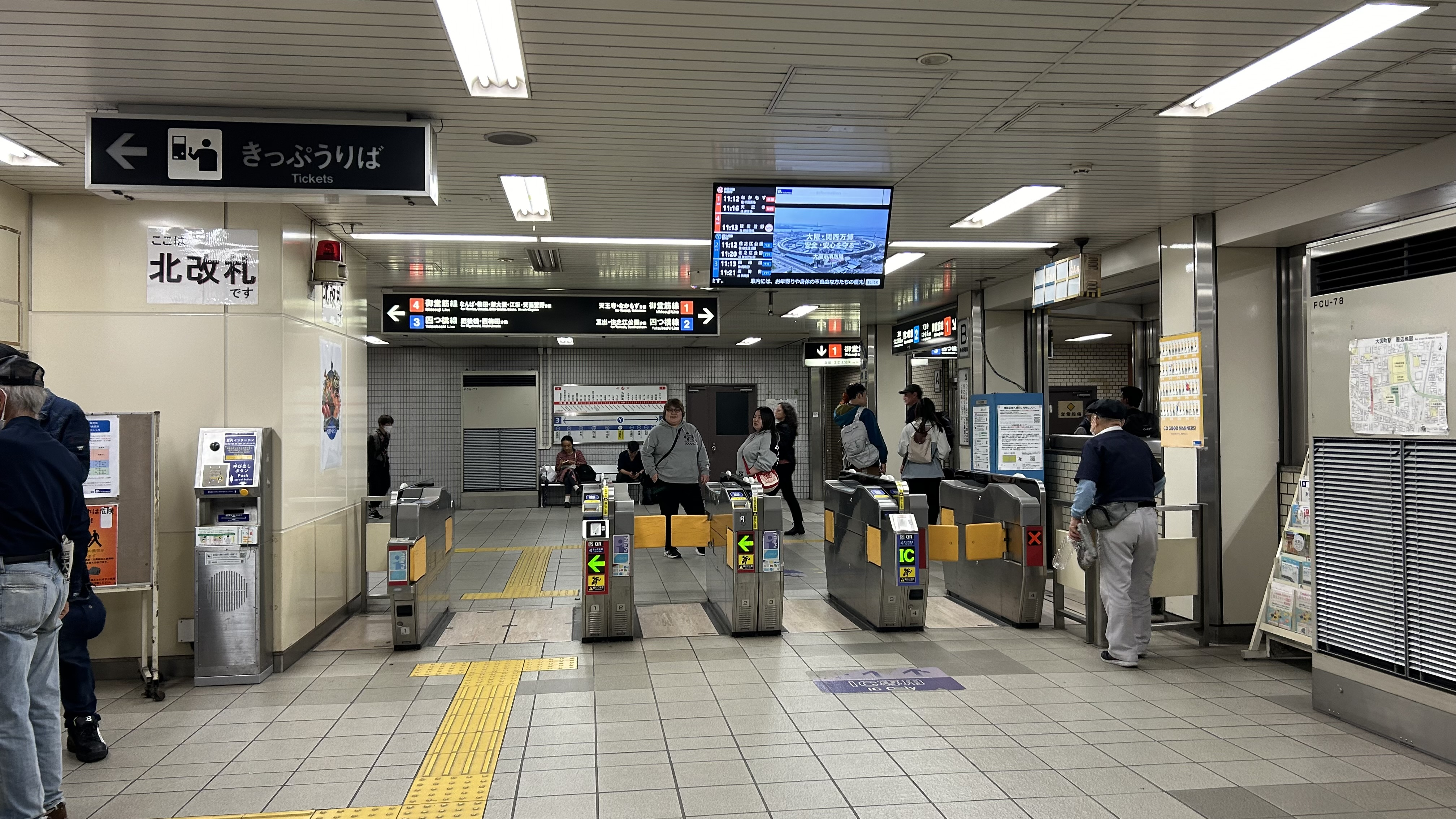
北改札口
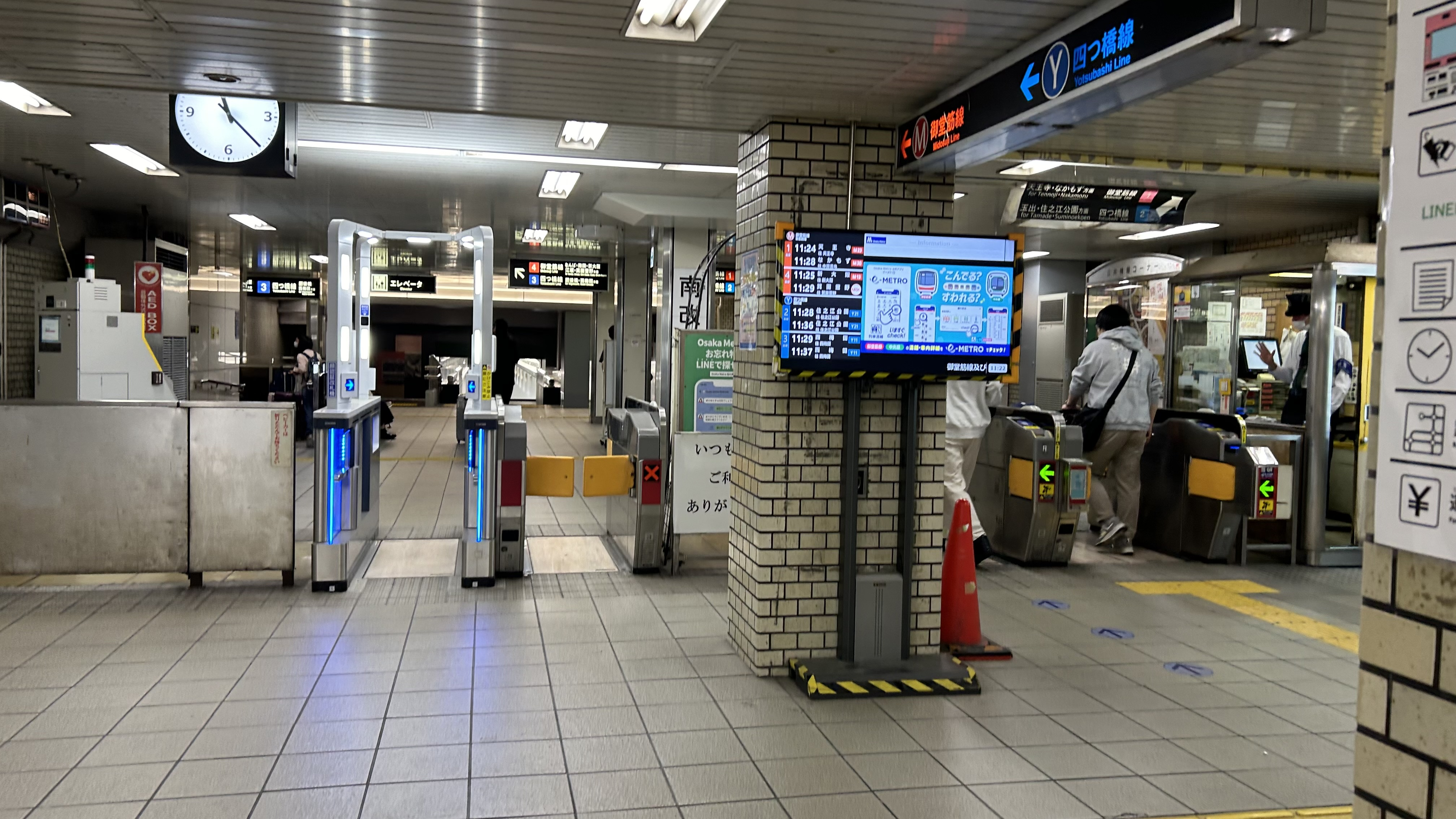
南改札口
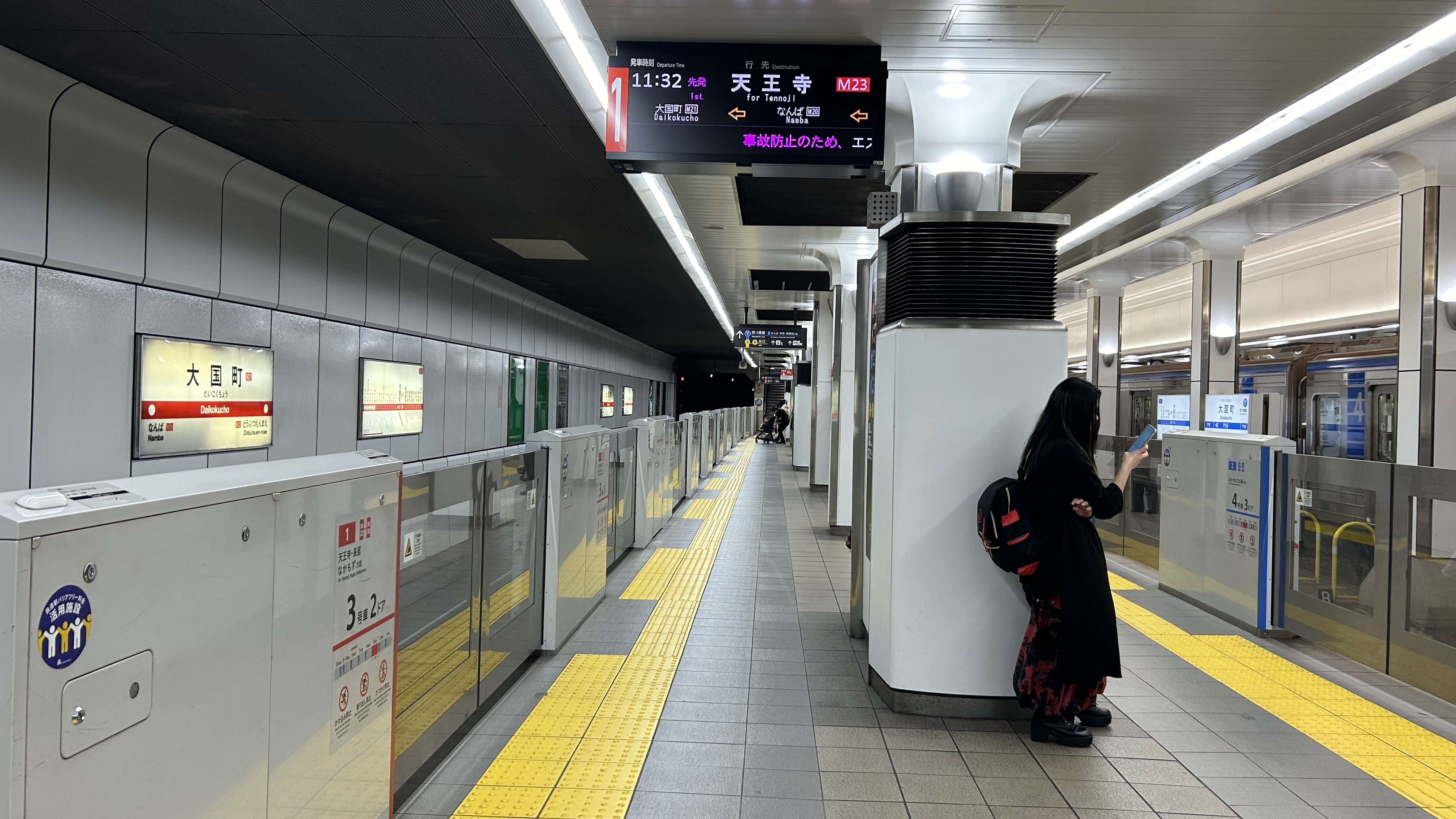
1・2番線ホーム
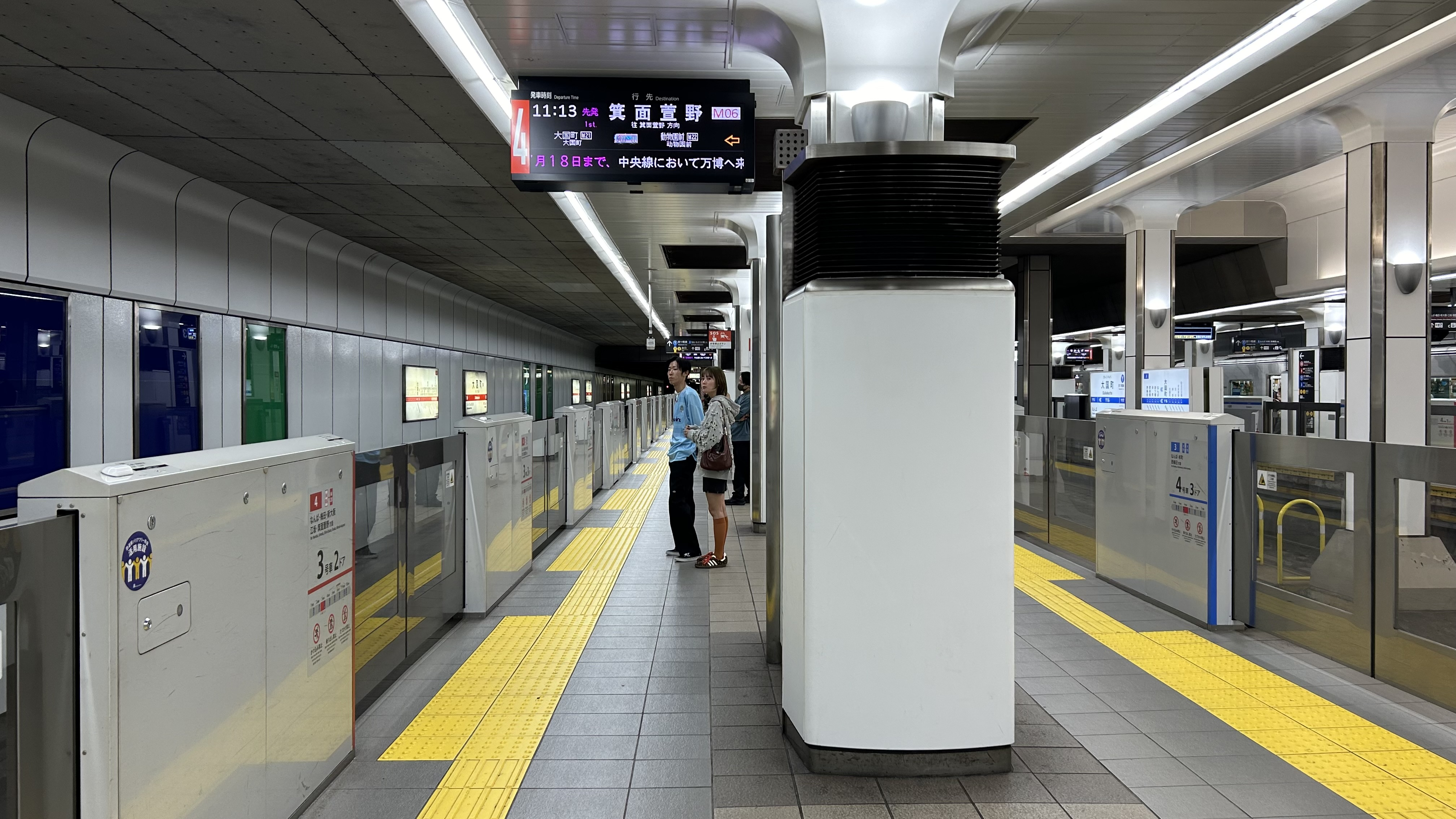
3・4番線ホーム
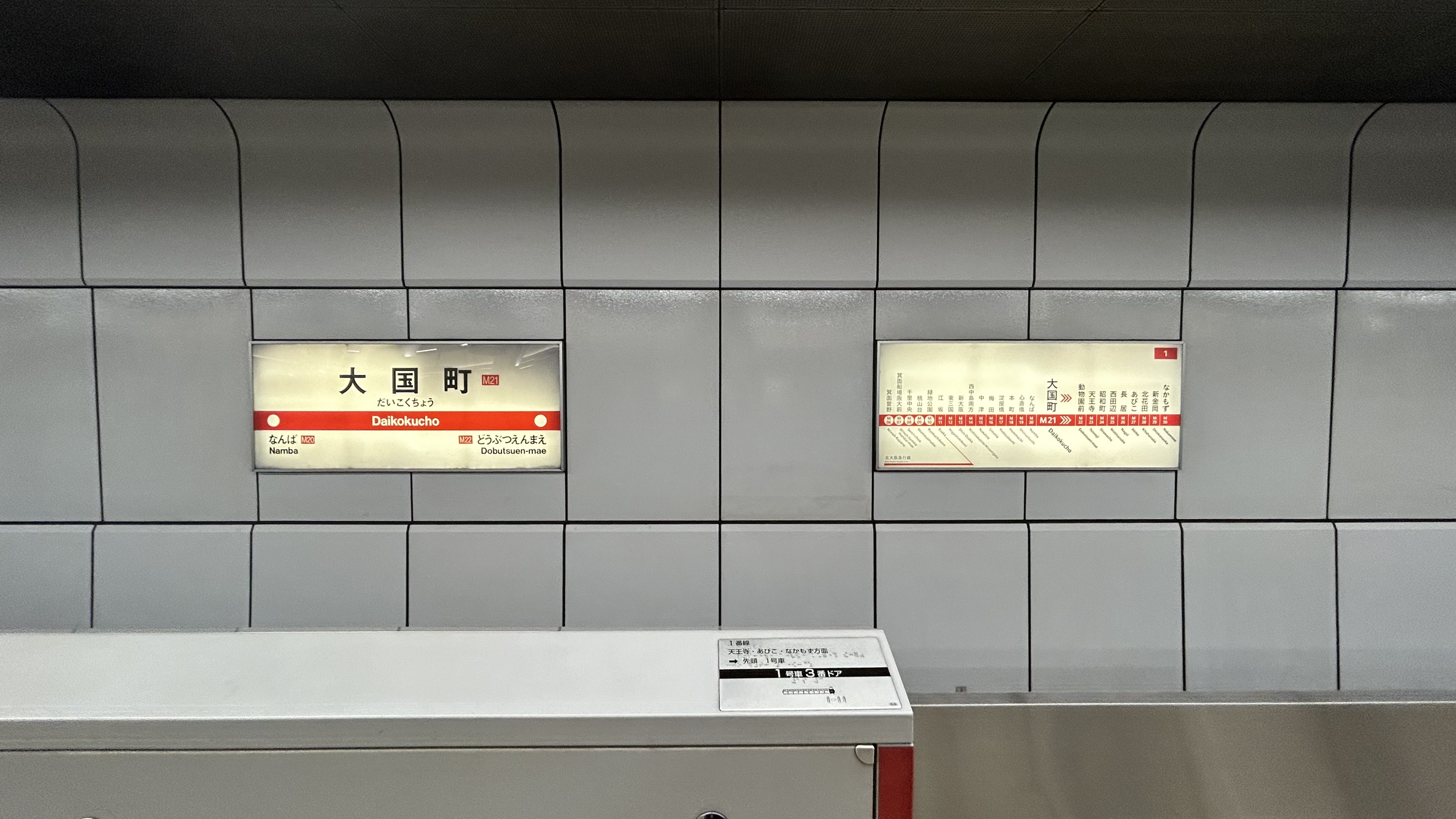
御堂筋線　駅名標
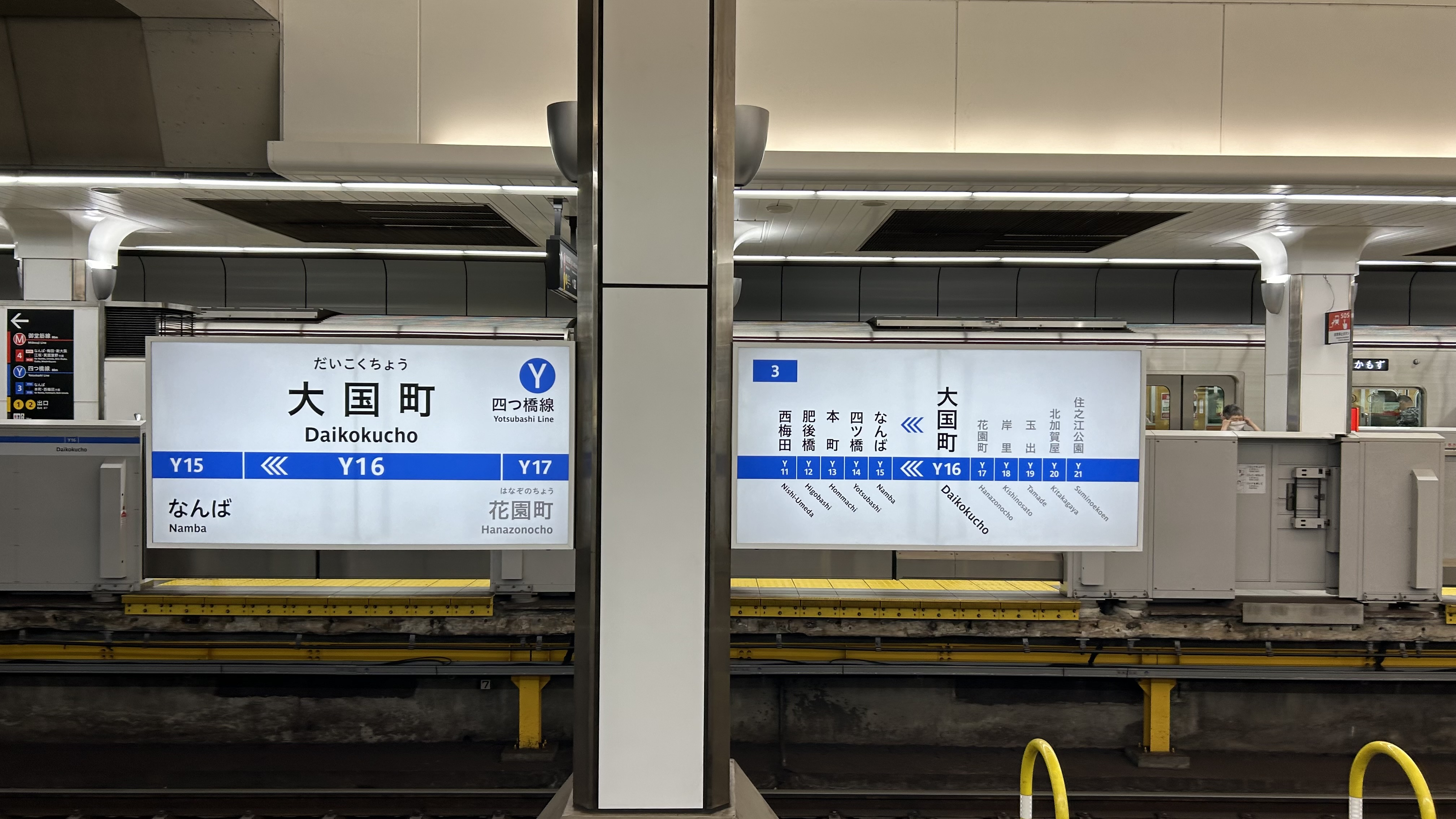
四つ橋線　駅名標
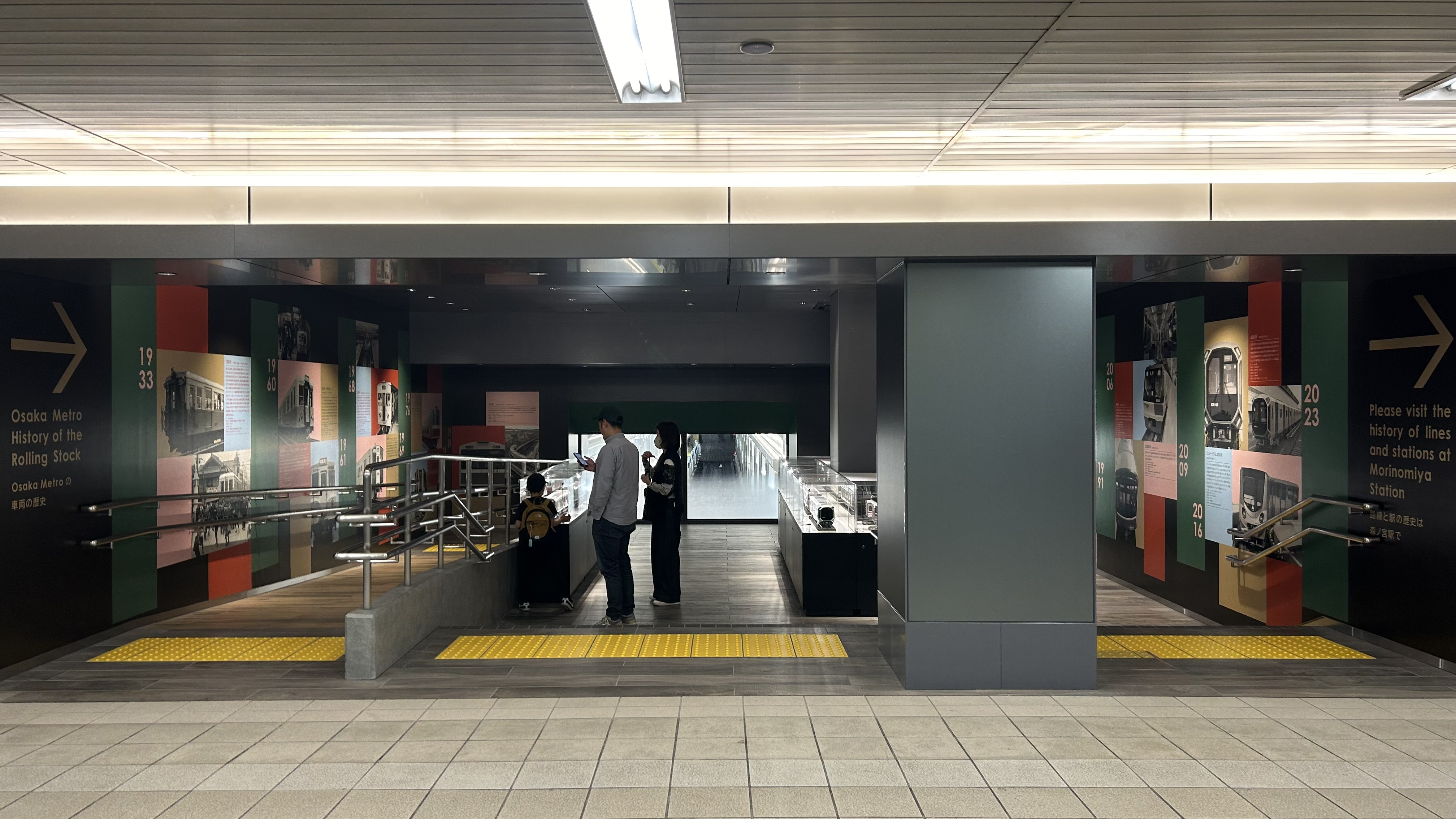
南改札内にある展示場
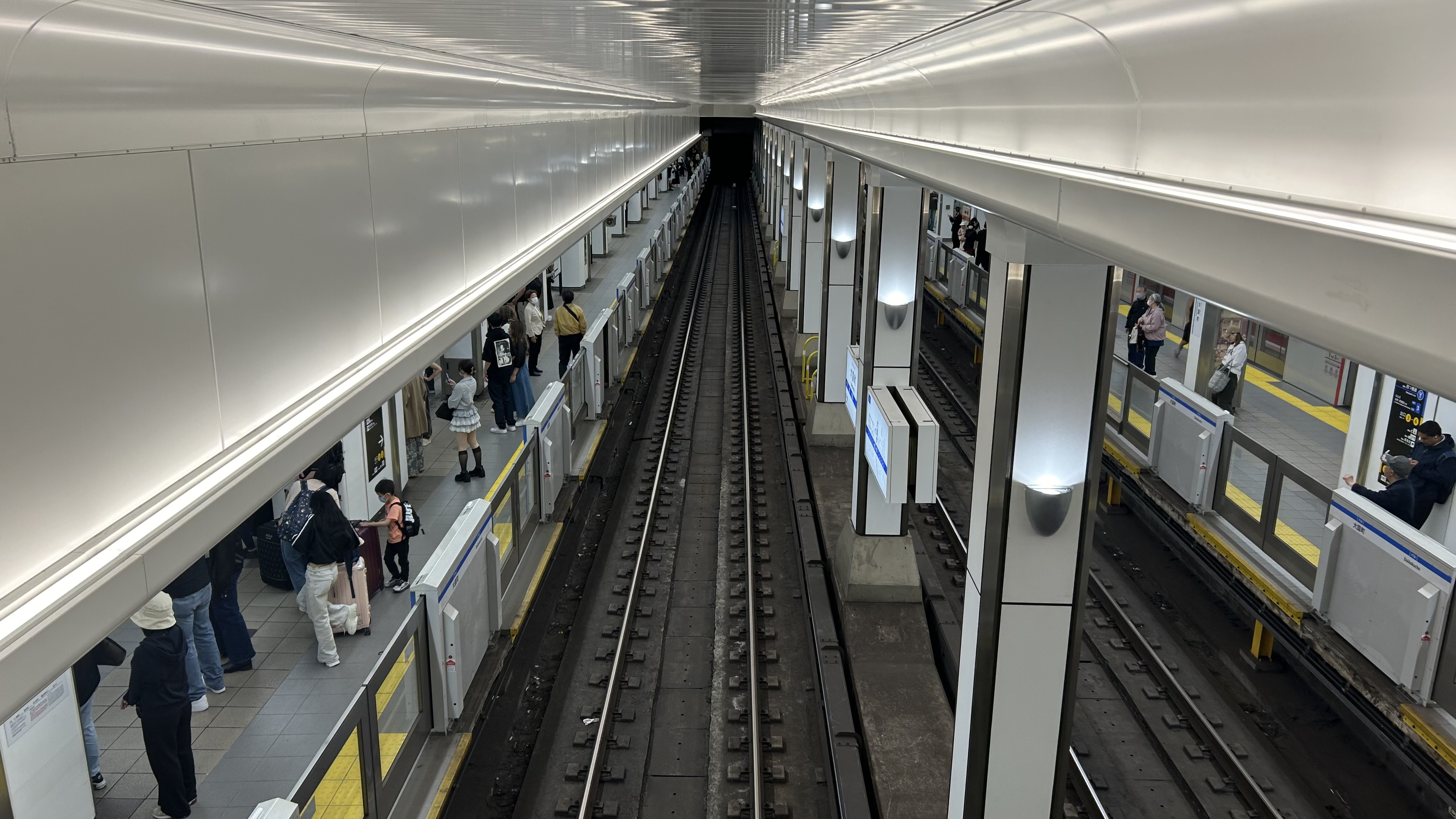
展示場から2・3番線を望む

#### 配線図
|                                                     | ↑ 御堂筋線 天王寺・なかもず方面          |                                   |
| ← 御堂筋線 梅田・箕面萱野方面 四つ橋線 西梅田方面 ← | 大阪市高速電気軌道 大国町駅 構内配線略図 | → 四つ橋線 花園町・住之江公園方面 |
| 凡例 出典:                                          |                                          |                                   |

### 自動放送について
Osaka Metroでは、通常は梅野真由美（女声）が下り線を、有田洋之（男声）が上り線の自動放送を担当している。
しかし大国町駅ではホームが狭く、また両線が同時に入線する場合があるため、四つ橋線の下り線（2番線）を有田（男声）が、上り線（3番線）を梅野（女声）が担当している。そのため、当駅の四つ橋線に限り他駅とは逆方向の担当者による放送を聞くことができる。
接近メロディーは、1989年当時は御堂筋線は上り用、四つ橋線は下り用であった。2002年には御堂筋線が更新されて1番のりばが下り用に変更、2012年には四つ橋線が更新されて2番のりばが上り用に変更された。

### トイレ
トイレは北改札内と南改札外にある。

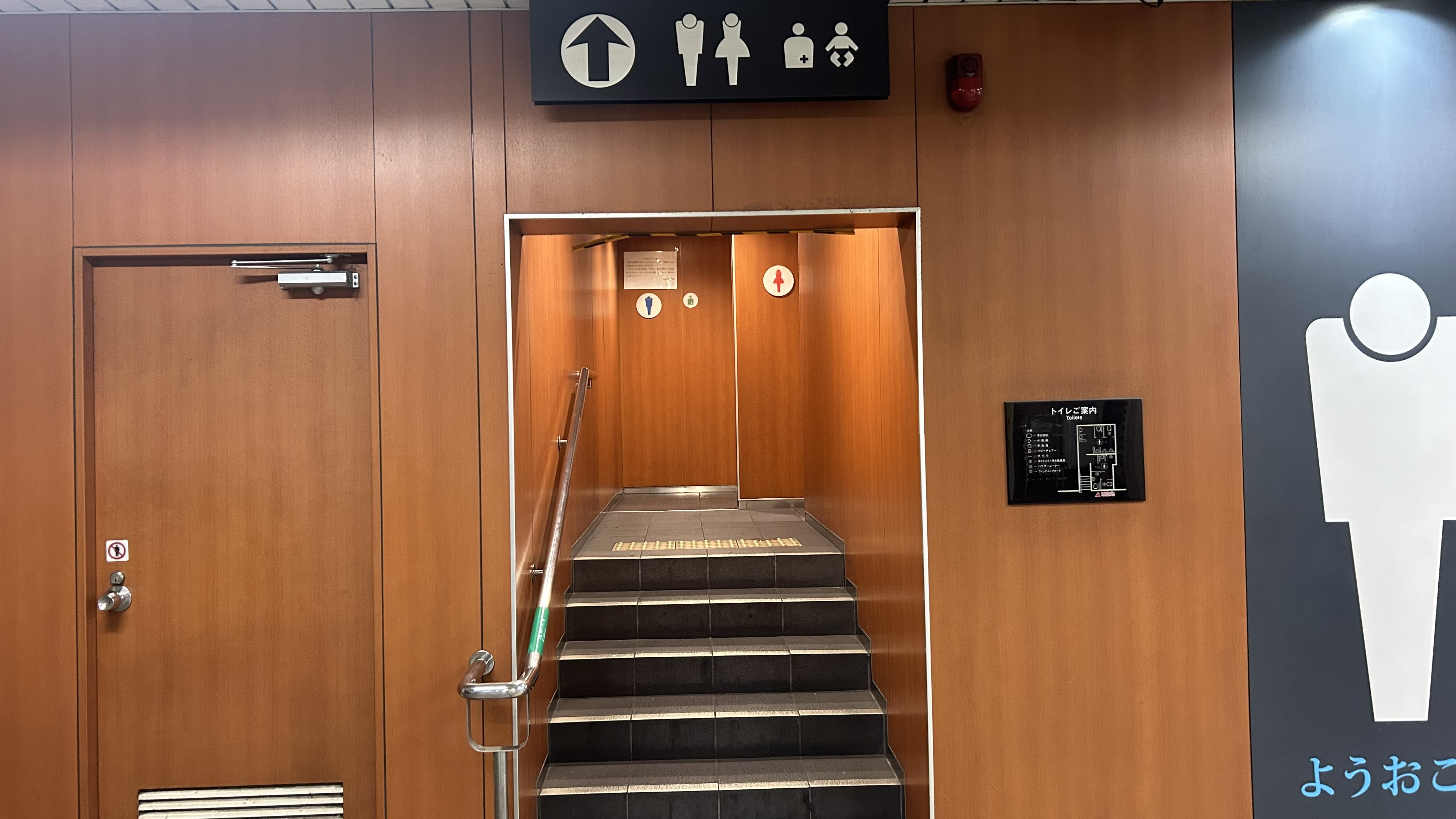
北改札内トイレ
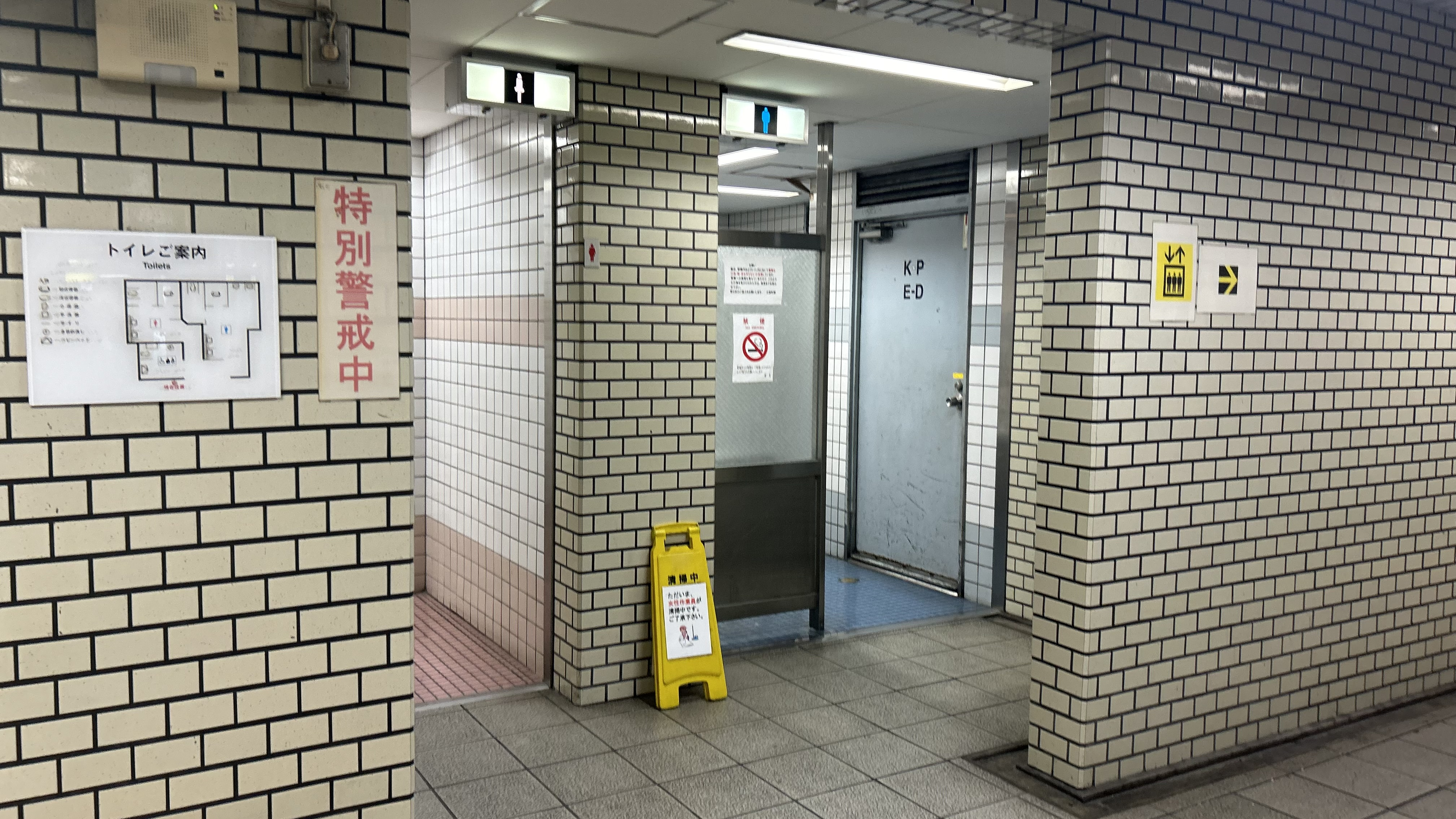
南改札外トイレ

### 出口
| 出口番号 | 出口周辺                                                            | 接続改札 | 備考             |
| -------- | ------------------------------------------------------------------- | -------- | ---------------- |
| 1        | 浪速区役所・難波社会保険事務所・浪速税務署 浪速郵便局・木津卸売市場 | 北改札   |                  |
| 2        | 大国主神社・浪速図書館                                              | 北改札   |                  |
| 3        | 今宮戎神社                                                          | 南改札   |                  |
| 4        | アルフィック大阪                                                    | 南改札   |                  |
| 5        |                                                                     | 南改札   |                  |
| 6        |                                                                     | 南改札   | エレベーターあり |

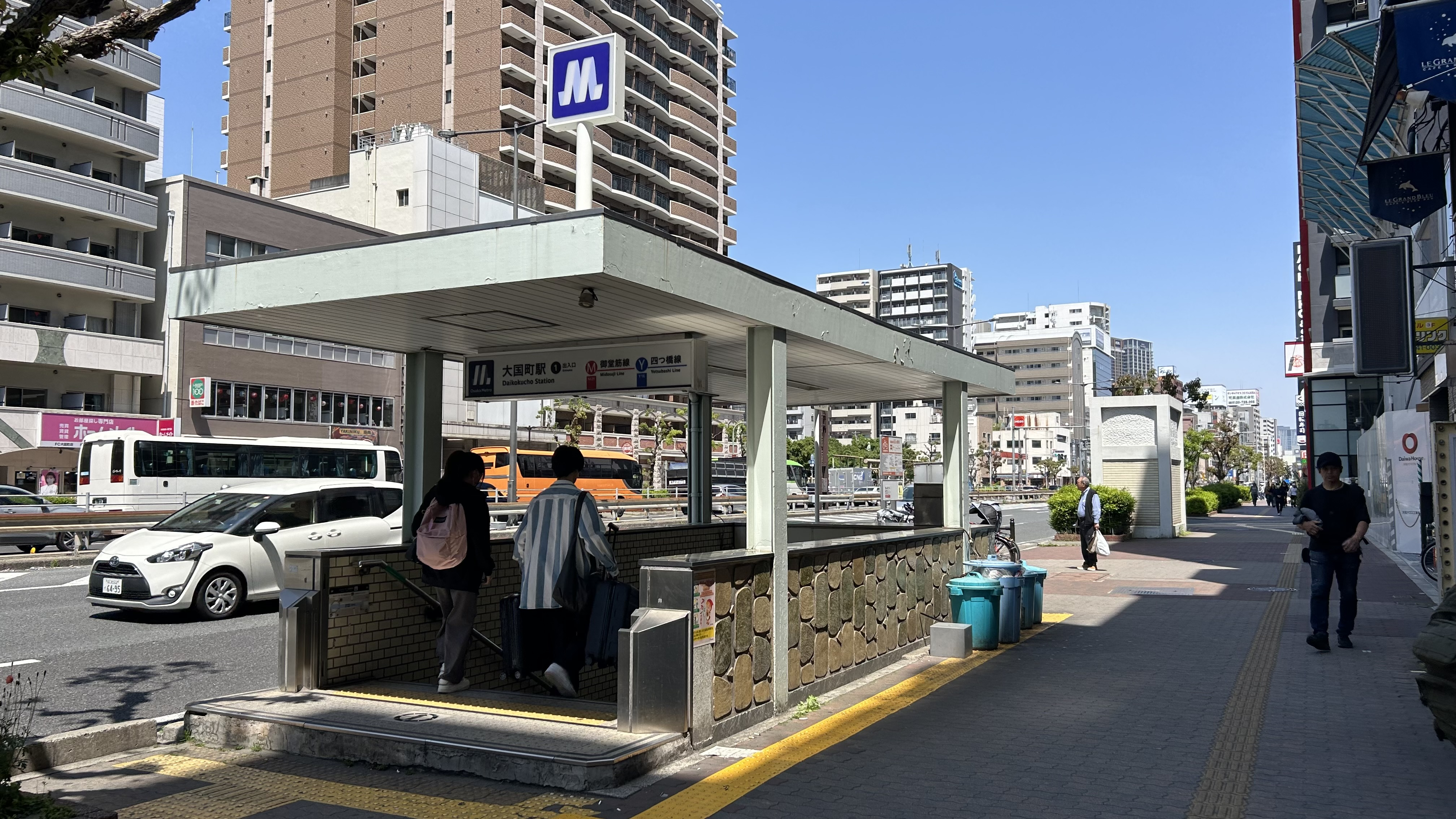
1号出入口
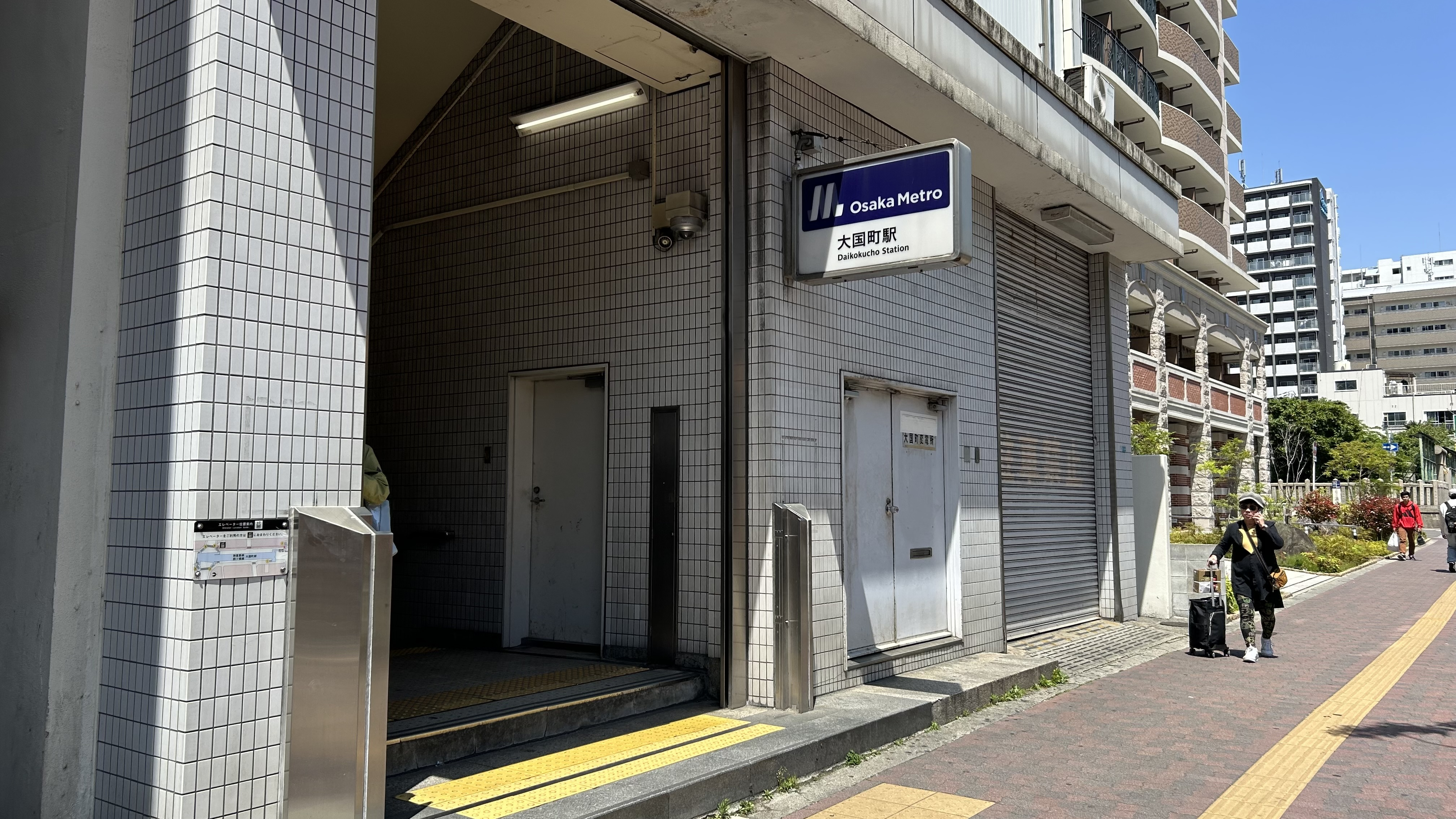
2号出入口
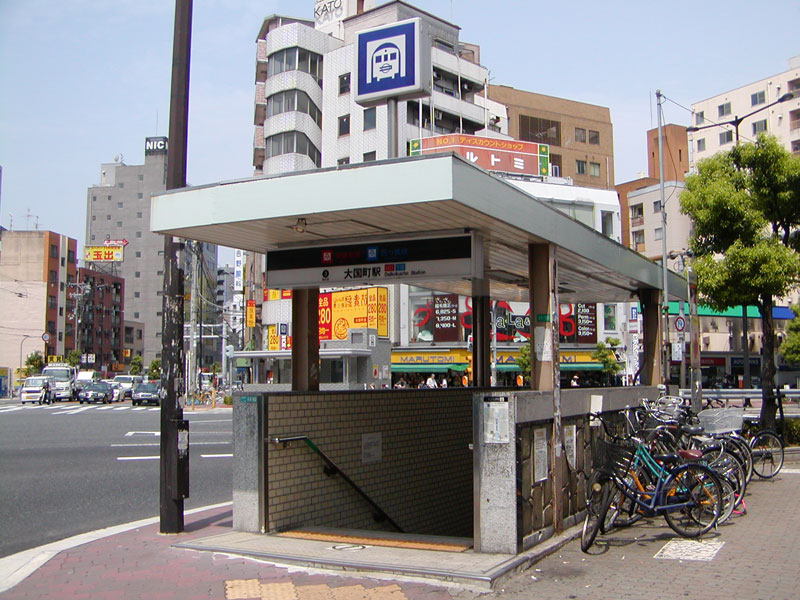
大阪市営地下鉄時代の3号出入口
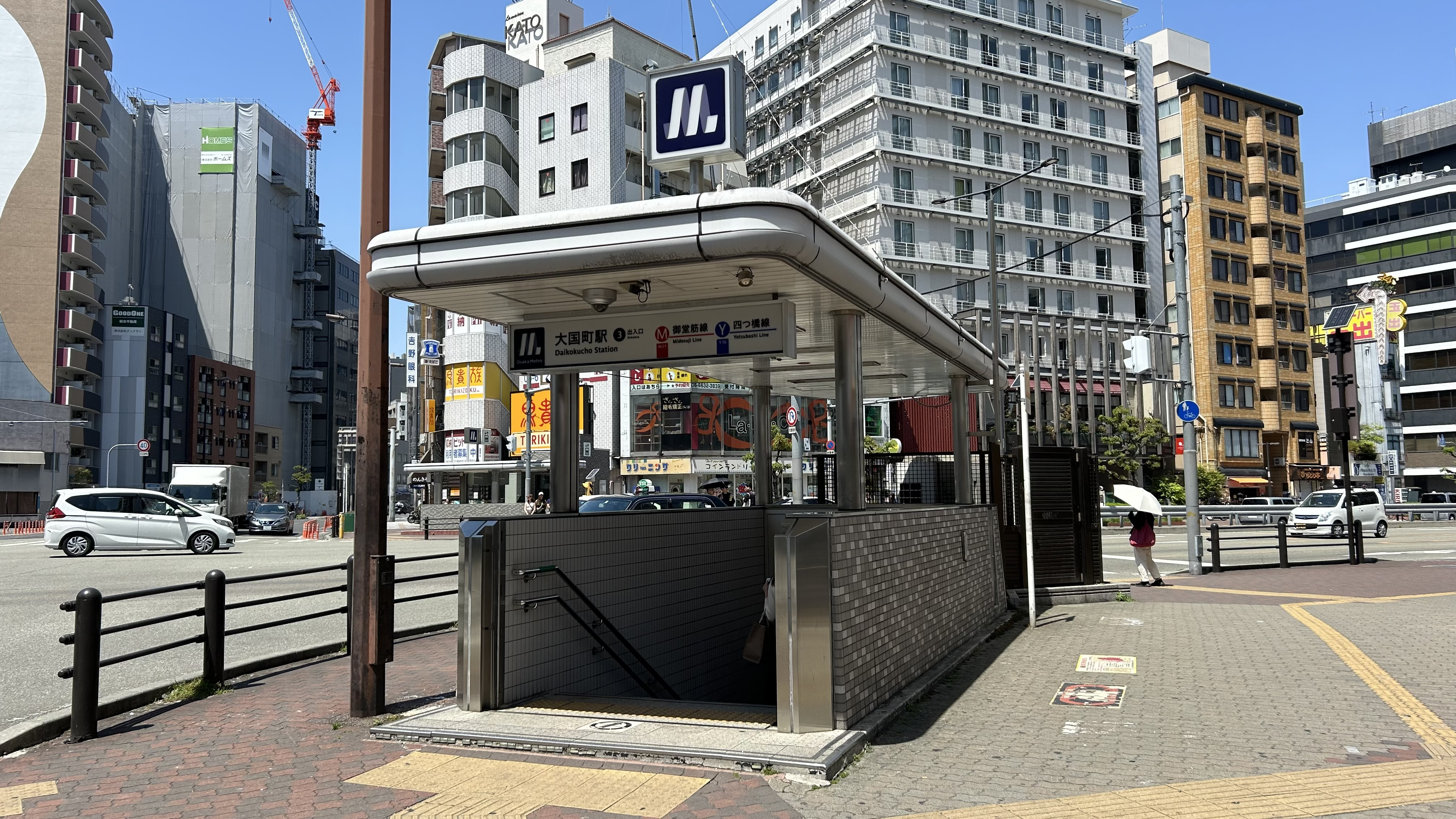
3号出入口
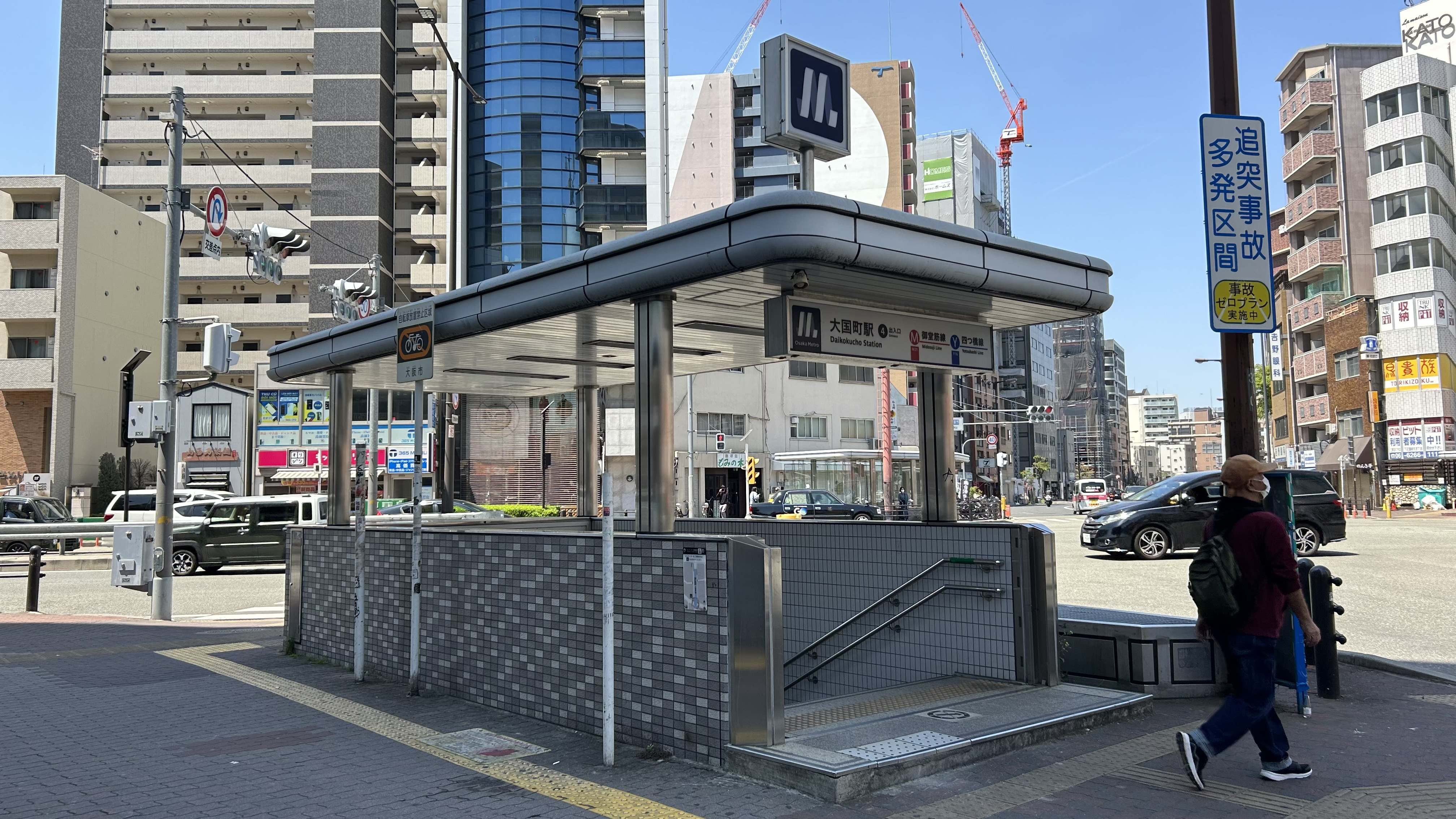
4号出入口
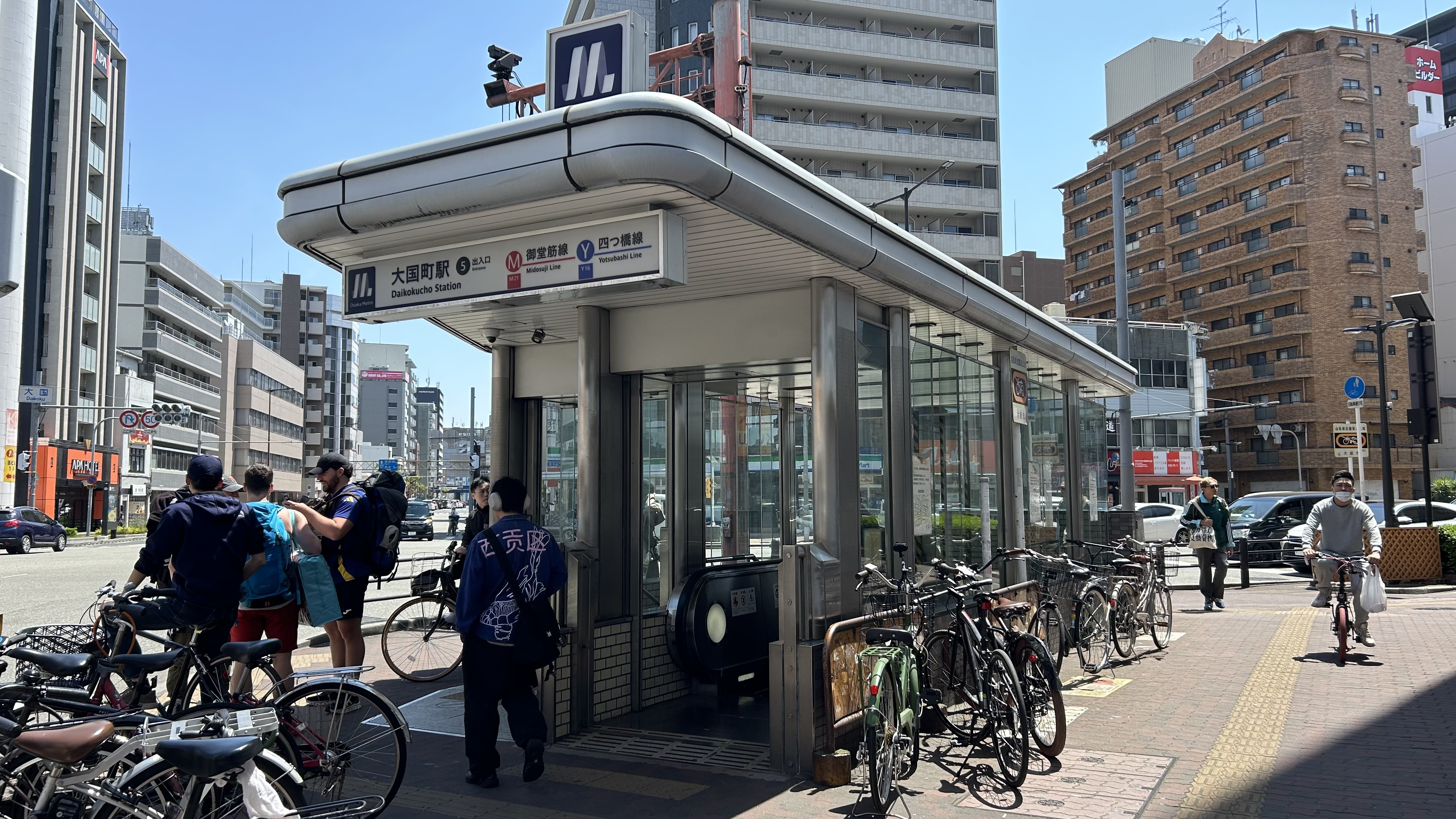
5号出入口
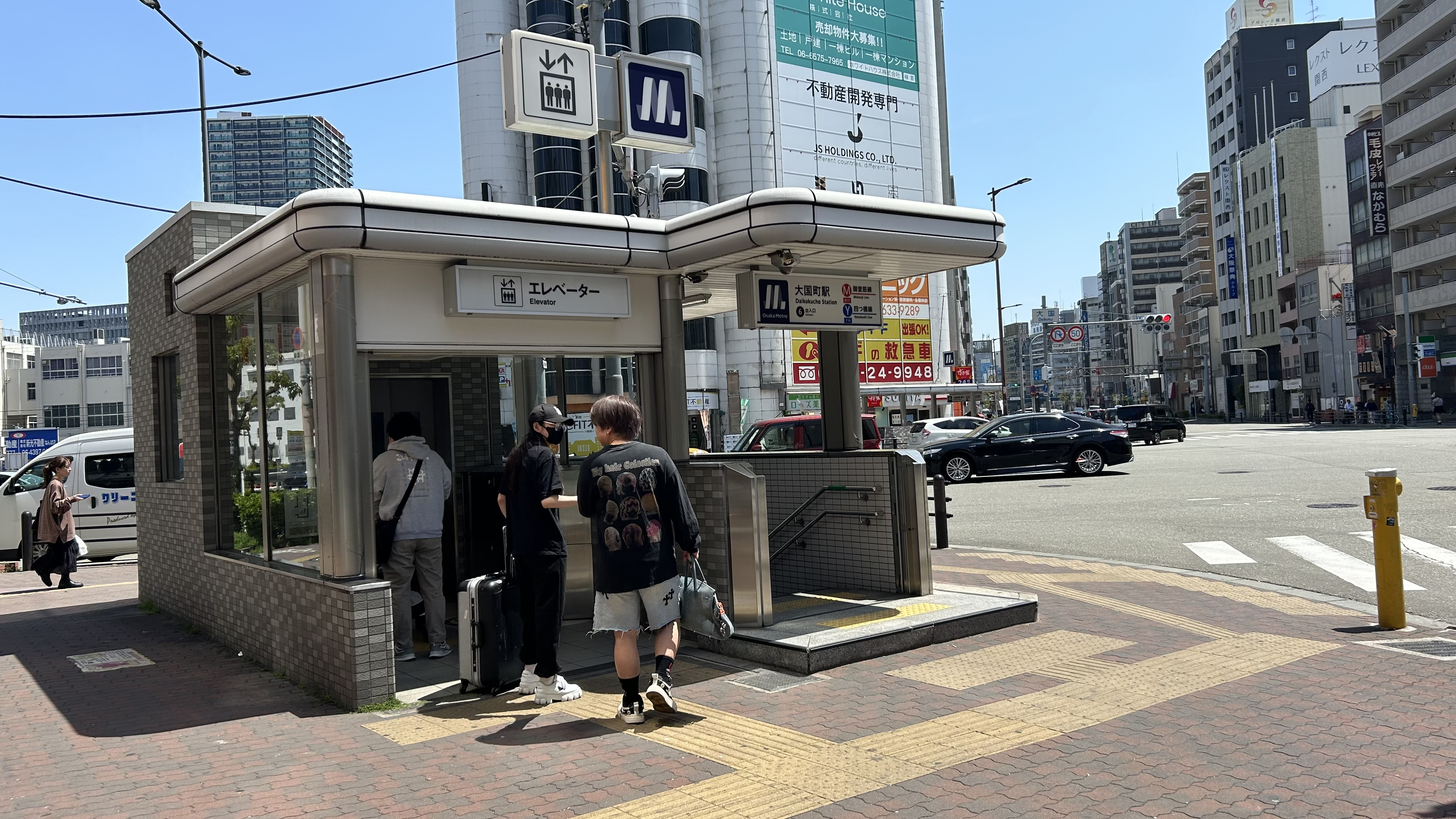
6号出入口

## 利用状況
2024年11月12日の1日乗降人員は39,965人（乗車人員：20,326人、降車人員：19,639人）であり、御堂筋線では全20駅中12位、四つ橋線では全11駅中6位。また、御堂筋線の中でも多くの本数が運行される新大阪駅 - 天王寺駅間の駅では動物園前駅の次に少ない。
各年度の特定日利用状況は下表の通り。なお1969・1995年度の記録については、それぞれ1970・1996年に行われた調査である（会計年度上、表中に記載の年度となる）。
| 年度               | 調査日   | 乗車人員 | 降車人員 | 乗降人員 | 出典          | 出典          |
| 年度               | 調査日   | 乗車人員 | 降車人員 | 乗降人員 | メトロ        | 大阪府        |
| ------------------ | -------- | -------- | -------- | -------- | ------------- | ------------- |
| 1966年（昭和41年） | 11月08日 | 18,536   | 18,295   | 36,831   |               | [ 大阪府 1 ]  |
| 1967年（昭和42年） | 11月14日 | 17,330   | 17,677   | 35,007   |               | [ 大阪府 2 ]  |
| 1968年（昭和43年） | 11月12日 | 17,123   | 16,957   | 34,080   |               | [ 大阪府 3 ]  |
| 1969年（昭和44年） | 01月27日 | 16,124   | 12,661   | 28,785   |               | [ 大阪府 4 ]  |
| 1970年（昭和45年） | 11月06日 | 17,151   | 16,912   | 34,063   |               | [ 大阪府 5 ]  |
| 1972年（昭和47年） | 11月14日 | 16,009   | 14,368   | 30,377   |               | [ 大阪府 6 ]  |
| 1975年（昭和50年） | 11月07日 | 15,242   | 15,248   | 30,490   |               | [ 大阪府 7 ]  |
| 1977年（昭和52年） | 11月18日 | 14,974   | 14,840   | 29,814   |               | [ 大阪府 8 ]  |
| 1981年（昭和56年） | 11月10日 | 15,300   | 15,258   | 30,558   |               | [ 大阪府 9 ]  |
| 1985年（昭和60年） | 11月12日 | 14,494   | 14,984   | 29,478   |               | [ 大阪府 10 ] |
| 1987年（昭和62年） | 11月10日 | 16,664   | 16,821   | 33,485   |               | [ 大阪府 11 ] |
| 1990年（平成02年） | 11月06日 | 15,407   | 15,470   | 30,877   |               | [ 大阪府 12 ] |
| 1995年（平成07年） | 02月15日 | 14,585   | 13,780   | 28,365   |               | [ 大阪府 13 ] |
| 1998年（平成10年） | 11月10日 | 12,805   | 12,870   | 25,675   |               | [ 大阪府 14 ] |
| 2007年（平成19年） | 11月13日 | 11,687   | 11,276   | 22,963   |               | [ 大阪府 15 ] |
| 2008年（平成20年） | 11月11日 | 11,720   | 11,565   | 23,285   |               | [ 大阪府 16 ] |
| 2009年（平成21年） | 11月10日 | 11,550   | 11,204   | 22,754   |               | [ 大阪府 17 ] |
| 2010年（平成22年） | 11月09日 | 11,537   | 11,072   | 22,609   |               | [ 大阪府 18 ] |
| 2011年（平成23年） | 11月08日 | 11,643   | 11,278   | 22,921   |               | [ 大阪府 19 ] |
| 2012年（平成24年） | 11月13日 | 12,153   | 11,782   | 23,935   |               | [ 大阪府 20 ] |
| 2013年（平成25年） | 11月19日 | 13,593   | 13,232   | 26,825   | [ メトロ 1 ]  | [ 大阪府 21 ] |
| 2014年（平成26年） | 11月11日 | 13,657   | 13,070   | 26,727   | [ メトロ 2 ]  | [ 大阪府 22 ] |
| 2015年（平成27年） | 11月17日 | 16,434   | 15,764   | 32,198   | [ メトロ 3 ]  | [ 大阪府 23 ] |
| 2016年（平成28年） | 11月08日 | 15,843   | 15,135   | 30,978   | [ メトロ 4 ]  | [ 大阪府 24 ] |
| 2017年（平成29年） | 11月14日 | 16,546   | 15,558   | 32,104   | [ メトロ 5 ]  | [ 大阪府 25 ] |
| 2018年（平成30年） | 11月13日 | 16,071   | 15,253   | 31,324   | [ メトロ 6 ]  | [ 大阪府 26 ] |
| 2019年（令和元年） | 11月12日 | 16,743   | 15,912   | 32,655   | [ メトロ 7 ]  | [ 大阪府 27 ] |
| 2020年（令和02年） | 11月10日 | 12,899   | 12,195   | 25,094   | [ メトロ 8 ]  | [ 大阪府 28 ] |
| 2021年（令和03年） | 11月16日 | 13,429   | 12,697   | 26,126   | [ メトロ 9 ]  | [ 大阪府 29 ] |
| 2022年（令和04年） | 11月15日 | 15,439   | 14,687   | 30,126   | [ メトロ 10 ] | [ 大阪府 30 ] |
| 2023年（令和05年） | 11月07日 | 17,688   | 16,889   | 34,577   | [ メトロ 11 ] | [ 大阪府 31 ] |
| 2024年（令和06年） | 11月12日 | 20,326   | 19,639   | 39,965   | [ メトロ 12 ] |               |

### 1998年度までの路線別データ
1998年調査までの路線別データによると、他の御堂筋線・地下鉄他路線連絡駅の多くと同様、御堂筋線側に利用が偏っており四つ橋線側の利用は一貫して少ないことが分かる。
最新データである1998年の記録でも、四つ橋線の数字は線内では飛び抜けて少ない。
| 年度               | 調査日   | 御堂筋線 | 御堂筋線 | 御堂筋線 | 四つ橋線 | 四つ橋線 | 四つ橋線 | 出典          |
| 年度               | 調査日   | 乗車人員 | 降車人員 | 乗降人員 | 乗車人員 | 降車人員 | 乗降人員 | 出典          |
| ------------------ | -------- | -------- | -------- | -------- | -------- | -------- | -------- | ------------- |
| 1966年（昭和41年） | 11月08日 | 15,020   | 14,467   | 29,487   | 3,516    | 3,828    | 7,344    | [ 大阪府 1 ]  |
| 1967年（昭和42年） | 11月14日 | 13,852   | 14,203   | 28,055   | 3,478    | 3,474    | 6,952    | [ 大阪府 2 ]  |
| 1968年（昭和43年） | 11月12日 | 13,821   | 13,509   | 27,330   | 3,302    | 3,448    | 6,750    | [ 大阪府 3 ]  |
| 1970年（昭和45年） | 11月06日 | 13,693   | 13,299   | 26,992   | 3,458    | 3,613    | 7,071    | [ 大阪府 5 ]  |
| 1972年（昭和47年） | 11月14日 | 13,165   | 11,681   | 24,846   | 2,844    | 2,687    | 5,531    | [ 大阪府 6 ]  |
| 1975年（昭和50年） | 11月07日 | 12,143   | 12,207   | 24,350   | 3,099    | 3,041    | 6,140    | [ 大阪府 7 ]  |
| 1977年（昭和52年） | 11月18日 | 12,017   | 11,797   | 23,814   | 2,957    | 3,043    | 6,000    | [ 大阪府 8 ]  |
| 1981年（昭和56年） | 11月10日 | 12,711   | 12,437   | 25,148   | 2,589    | 2,821    | 5,410    | [ 大阪府 9 ]  |
| 1985年（昭和60年） | 11月12日 | 11,584   | 11,865   | 23,449   | 2,910    | 3,119    | 6,029    | [ 大阪府 10 ] |
| 1987年（昭和62年） | 11月10日 | 13,448   | 13,393   | 26,841   | 3,216    | 3,428    | 6,644    | [ 大阪府 11 ] |
| 1990年（平成02年） | 11月06日 | 12,393   | 12,203   | 24,596   | 3,014    | 3,267    | 6,281    | [ 大阪府 12 ] |
| 1995年（平成07年） | 02月15日 | 11,648   | 10,609   | 22,257   | 2,937    | 3,171    | 6,108    | [ 大阪府 13 ] |
| 1998年（平成10年） | 11月10日 | 10,353   | 10,230   | 20,583   | 2,452    | 2,640    | 5,092    | [ 大阪府 14 ] |

## 駅周辺

### 社寺
- 敷津松之宮大国主神社 - 駅名や地名（旧・木津大国町、現・大国）の由来になった神社。
- 今宮戎神社
- 願泉寺
- 正宣寺
- 徳浄寺

### 公共施設
- 浪速区役所
- 浪速図書館
- 浪速税務署
- 日本年金機構難波年金事務所
- 浪速大国郵便局

### 学校
- 大阪府立今宮高等学校
- 大阪府立今宮工科高等学校
- 大阪市立木津中学校
- 大阪市立敷津小学校
- 大阪市立大国小学校
- 大阪中華学校

### その他
- なにわ生野病院
- 木津卸売市場
- Zepp Namba (OSAKA)
- クボタ（旧・久保田鉄工）本社
- ライフ大国町店
- ヤマダデンキLABI1 なんば - 御堂筋線・四つ橋線からのアクセスは難波駅よりも当駅1号出入口の方が近い。
- 愛染橋病院
- でんでんタウン - 四つ橋線沿線からのアクセスには当駅も利用できる。
- アパホテル〈なんば南 大国町駅前〉
- 国道25号（国道165号重複）
- 国道26号

### 周辺の駅
- 南海電気鉄道南海本線（高野線）今宮戎駅 東方400メートル
- 西日本旅客鉄道（JR西日本）関西本線（大和路線）・大阪環状線今宮駅 西方500メートル

### バス路線
6号出口付近のホテルソビアルなんば大国町前バス停から、アウル交通の高速バスが運行されている。
- OWL LINER：町田駅・池袋サンシャインバスターミナル・京成船橋駅
- OWL LINER：バスターミナル東京八重洲・京成船橋駅

## 付記
- 当駅3番ホームの南側には、大阪市営地下鉄でかつて（1980年代頃まで）使われていた「ひげ文字」と通称される独特の字体で表記された、ラインカラーのない駅名標が残されていて、乗車中に車内から見ることができた（のちに撤去）。なお、2番・3番ホームの南側に繋がる階段はステンレス製の柵で閉鎖され、昇り降りすることはできない。
- 当駅において御堂筋線と四つ橋線の連絡待ちを行う場合がある。発車時刻がほぼ同時で、片方が30秒 - 1分程度遅れている場合はもう片方は発車待ちを行い、連絡する。2013年3月23日のダイヤ改正以降は、四つ橋線の列車は当駅で御堂筋線の列車と相互接続を行うのが原則となった。但し、平日の朝ラッシュ時など乗り換え客でホームの混雑が激しくなる時間帯は相互接続を行わないことも多い。

## 隣の駅
大阪市高速電気軌道 (Osaka Metro)
 御堂筋線
なんば駅 (M20) - 大国町駅 (M21) - 動物園前駅 (M22)
 四つ橋線
なんば駅 (Y15) - 大国町駅 (Y16) - 花園町駅 (Y17)
- 括弧内は駅番号を示す。

### 記事本文